# Jacek Kocjan
Jacek Kocjan (ur. 12 maja 1955 w Kluczach) – polski polityk, działacz SdRP i SLD, poseł na Sejm II kadencji.

## Życiorys
Ukończył w 1979 studia na Wydziale Metalurgicznym Akademii Górniczo-Hutniczej w Krakowie. W latach 1993–1997 sprawował mandat posła na Sejm II kadencji, wybranego z listy Sojuszu Lewicy Demokratycznej w okręgu sosnowieckim. Działał w Komisjach Polityki Przestrzennej, Budowlanej i Mieszkaniowej oraz Przekształceń Własnościowych, a także w dziewięciu podkomisjach. W latach 1998–2002 był radnym sejmiku śląskiego. Objął funkcję prezesa zarządu i dyrektora Zakładów Wapienno-Piaskowych „Silikaty” S.A. w Kluczach.
Otrzymał Srebrny (1997) i Złoty (2001) Krzyż Zasługi.